# Segona República Francesa
La Segona República Francesa va ser el règim polític republicà instaurat a França durant el període comprès entre el 25 de febrer de 1848 i el 2 de desembre de 1852. Malgrat la seva relativa brevetat, es van produir reformes determinants en el panorama polític i social francès com foren el sufragi universal masculí, així com l'abolició definitiva de l'esclavitud a les colònies franceses.
El 24 de febrer de 1848 s'inicia el període amb la proclamació provisional de la República a París, enderrocant a la Monarquia de Juliol de Lluís Felip I. Durant una primera etapa es va evidenciar la tensió entre els partidaris de la "República democràtica i social" (en francès: République démocratique et sociale) per una banda i, per l'altra, d'aquells que defensaven un model republicà més estrictament liberal, conflicte que esclatà durant les Jornades de Juny.
El 10 de desembre surt elegit com a President de la República Francesa Lluís Napoleó Bonaparte. El 2 de desembre de 1852 s'esdevé el cop d'estat del mateix president, que un any després es converteix en Napoleó III, començant el període del Segon Imperi.

## Antecedents
Després de la Revolució de 1830, Carles X de França es va exiliar i va pujar al tron Lluís Felip I, anomenat el rei burgès. Lluís Felip va establir la carta magna i va aplicar unes reformes de caràcter liberal. Tanmateix, aquestes acabaren per afavorir en gran manera l'alta burgesia, sense gaires efectes per a la creixent classe treballadora, per a una gran part de la intel·lectualitat o per a la baixa burgesia, i no atorgaven el sufragi universal, que era una demanda que aquests sectors reclamaven amb contundència; en aquells moments, tot i l'ampliació del cens electoral respecte a l'etapa de la Restauració, continuaven posseint el dret al vot els sectors de l'alta burgesia, els terratinents i els que pagaven els impostos més alts.

## Revolució de 1848
A partir de 1845, França va començar a patir una crisi econòmica, van tancar fàbriques, van augmentar els aturats i la fam es va generalitzar. La baixa burgesia i els estudiants es van unir a les protestes dels obrers, convertint-se el descontentament en revolució el febrer de l'any 1848, de manera que quan el Govern monàrquic va intentar utilitzar la policia i les forces armades, aquestes s'hi van negar, obligant a renunciar al Primer Ministre François Guizot el 23 de febrer, i poc després, per manca de suports interns, Lluís Felip I de França abdicà. El 24 de febrer, el poeta Alphonse de Lamartine va proclamar la República davant d'una multitud a l'exterior de l'Ajuntament de París en nom del govern provisional elegit per la Cambra de Diputats sota pressió de les masses. D'aquesta manera, es va establir el govern provisional, que donaria pas al cap d'uns mesos a la ja oficial Segona República Francesa.

## Govern provisional
El govern establert amb caràcter de provisionalitat fins a les eleccions a l'Assemblea Nacional era de caràcter col·legiat, i es trobava format per un ampli ventall de republicans: liberals (com Francesc Aragó i Lamartine), radicals (Ledru-Rollin, Marrast, Flocon) i socialistes (Louis Blanc). Durant aquesta s'aproven tot un seguit de decrets de gran transcendència i inspirats en els ideals de la República democràtica i social: destaquen el sufragi universal masculí, l'abolició de l'esclavitud (abolida per la Primera República i restablerta per Napoleó) i l'establiment dels anomenats "Tallers Nacionals", de propietat estatal i encarregats de donar feina als obrers desocupats.
Es van convocar eleccions legislatives amb sufragi universal masculí el 23 d'abril (les primeres d'aquestes característiques a França des del 1794), en les quals el vot camperol va donar la victòria a les forces republicanes de tendència més moderada. Un cop conformada l'Assemblea Constituent el 4 de maig del 1848, aquesta proclamà de nou la República, i la política del país donà un gir de 180 graus en molts aspectes. Els radicals i socialistes foren apartats ràpidament del govern, i es va establir una Comissió Executiva formada per Aragó, Pierre Marie de Saint-Georges, Garnier-Pagès, Lamartine i Ledru-Rollin. Amb un executiu d'aquestes característiques, refractari a les demandes socials que impulsaren en gran manera la Revolució de Febrer, el trencament amb les masses urbanes es va fer més que evident. Així doncs, quan des del govern i des de la mateixa Assemblea es van desmantellar els Tallers Nacionals, la resposta fou una revolta popular centrada a París coneguda com les Jornades de Juny. Fou reprimida durament pel general republicà Louis-Eugène Cavaignac, acabant amb qualsevol esperança de retorn a la concepció social de la nova República.

## La República conservadora
Retirada la confiança de la Comissió Executiva per part de l'Assemblea Constituent, aquesta va nomenar per decret al general Cavaignac com a cap d'estat i de govern provisional el 28 de juny. Aquest va governar de forma relativament autoritària, i durant aquest període es desmantella l'esquerra radical, amb líders destacats com Louis Blanc que prefereixen marxar a l'exili. Es limità considerablement la llibertat d'expressió (llei de censura de la premsa i dels teatres) i alguns dels drets socials aconseguits inicialment. Aquestes mesures tranquil·litzaren amplis sectors de la burgesia, que apuntalaren el nou règim.
El 4 de novembre l'Assemblea va votar el text de la nova Constitució de la República Francesa, la qual establia l'elecció directa del President de la República per a un únic mandat de quatre anys, i un legislatiu unicameral format per l'Assemblea Nacional elegida per sufragi universal masculí cada tres anys. La Constitució també anuncià els grans valors de la República: la Llibertat, la Igualtat i la Fraternitat, i com a base d'aquesta la família, el treball, la propietat i l'ordre públic. No es va acceptar el dret al treball proposat per l'esquerra radical, i va suscitar una gran polèmica la forma d'elecció del President, ja que es temia la restauració de la Monarquia.
El 10 de desembre del 1848, fou elegit el Primer President de la República Francesa, Lluís Napoleó Bonaparte, nebot de l'emperador Napoleó I Bonaparte, que havia aglutinat al voltant seu l'anomenat "Partit de l'Ordre".
A partir de 1850, Lluís Napoleó multiplica les gires als departaments amb la vista posada a la reelecció, però l'Assemblea s'oposava a modificar la Constitució per tal de permetre la reelecció immediata del President de la República. Per tant, el Príncep-President decidí emprendre un altre camí i va preparar minuciosament un cop d'estat que es dugué a terme el 2 de desembre del 1851, prenent militarment els enclavaments estratègics de l'Estat. Poc després d'una presa de poder tan ràpida i inesperada per l'oposició, va ratificar-la mitjançant un plebiscit el 21 de desembre, amb un electorat amb dificultats d'exercir lliurement el seu dret de sufragi. Amb el triomf plebiscitari va modificar la Constitució allargant el mandat del president en 10 anys, augmentant el poder executiu i restringint els poders de l'Assemblea Nacional.

## Final de la República
El 7 de novembre del 1852, un nou plebiscit va posar fi oficialment a la Segona República, aprovant el nomenament del President Lluís Napoleó com a Emperador dels Francesos, amb el nom de Napoleó III, essent coronat el 2 de desembre del 1852, data molt simbòlica per a l'anterior experiència imperial francesa, ja que fou el mateix dia de la coronació de Napoleó I i de la victòria a la batalla d'Austerlitz.

## Galeria

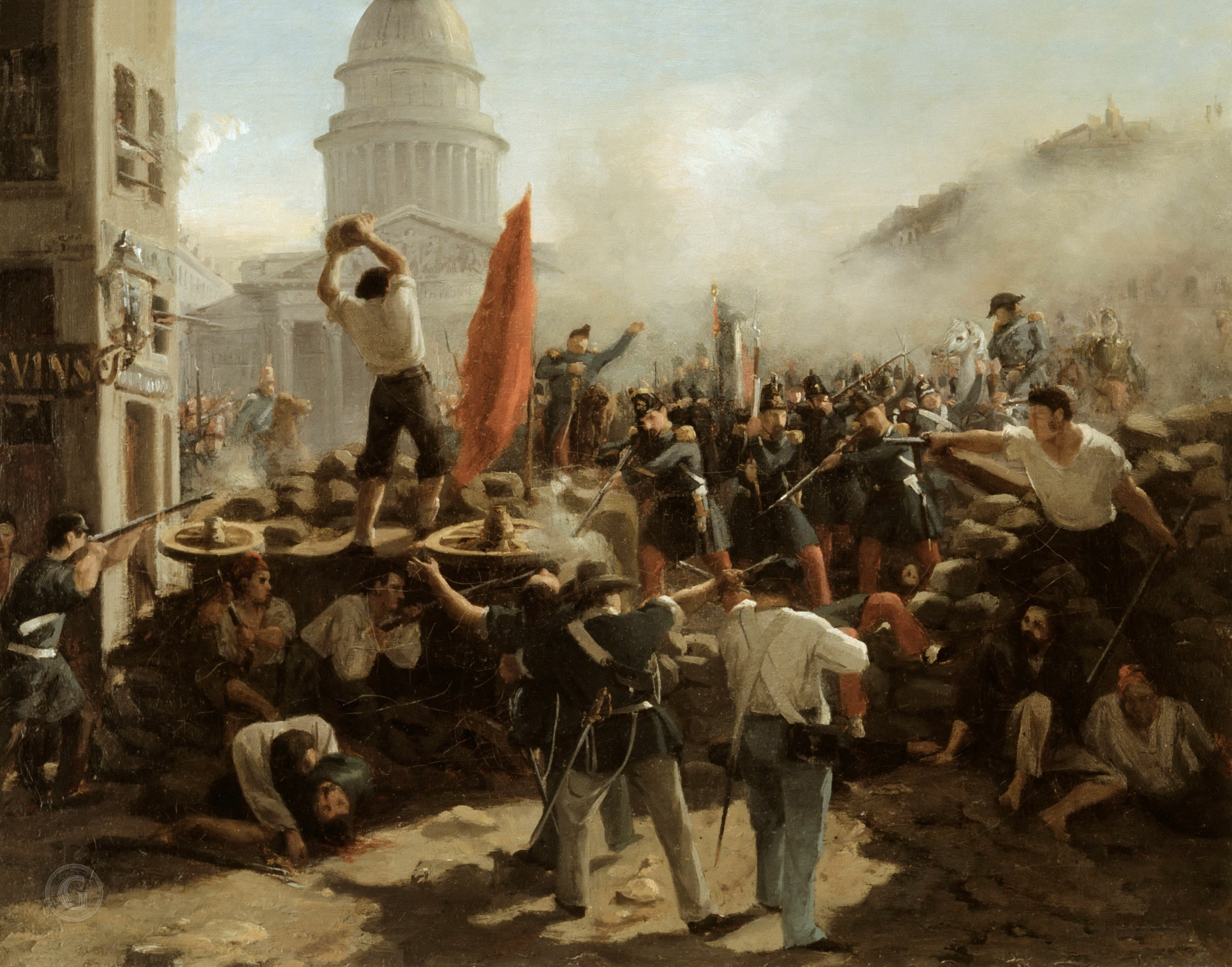
Barricada al carrer Soufflot (el 24 de juny de 1848), d'Horace Vernet.
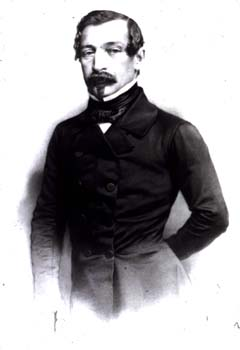
Napoleó III